# 巴伯 (库拉索)
巴伯是荷兰王国在加勒比海构成国库拉索北部的一座城镇。位于岛上西海岸的内陆、克里斯托费尔山东南部，在主要道路交叉口上。北面是更小的聚居地圣海罗尼莫，西面是圣克鲁斯和索托。小型聚居地阿森松位于镇的东面。